# Mikiel Anton Vassalli
Mikiel Anton Vassalli (n. martie 1764 în Żebbuġ, Malta - d. 12 ianuarie 1829) a fost un lingvist și scriitor maltez.

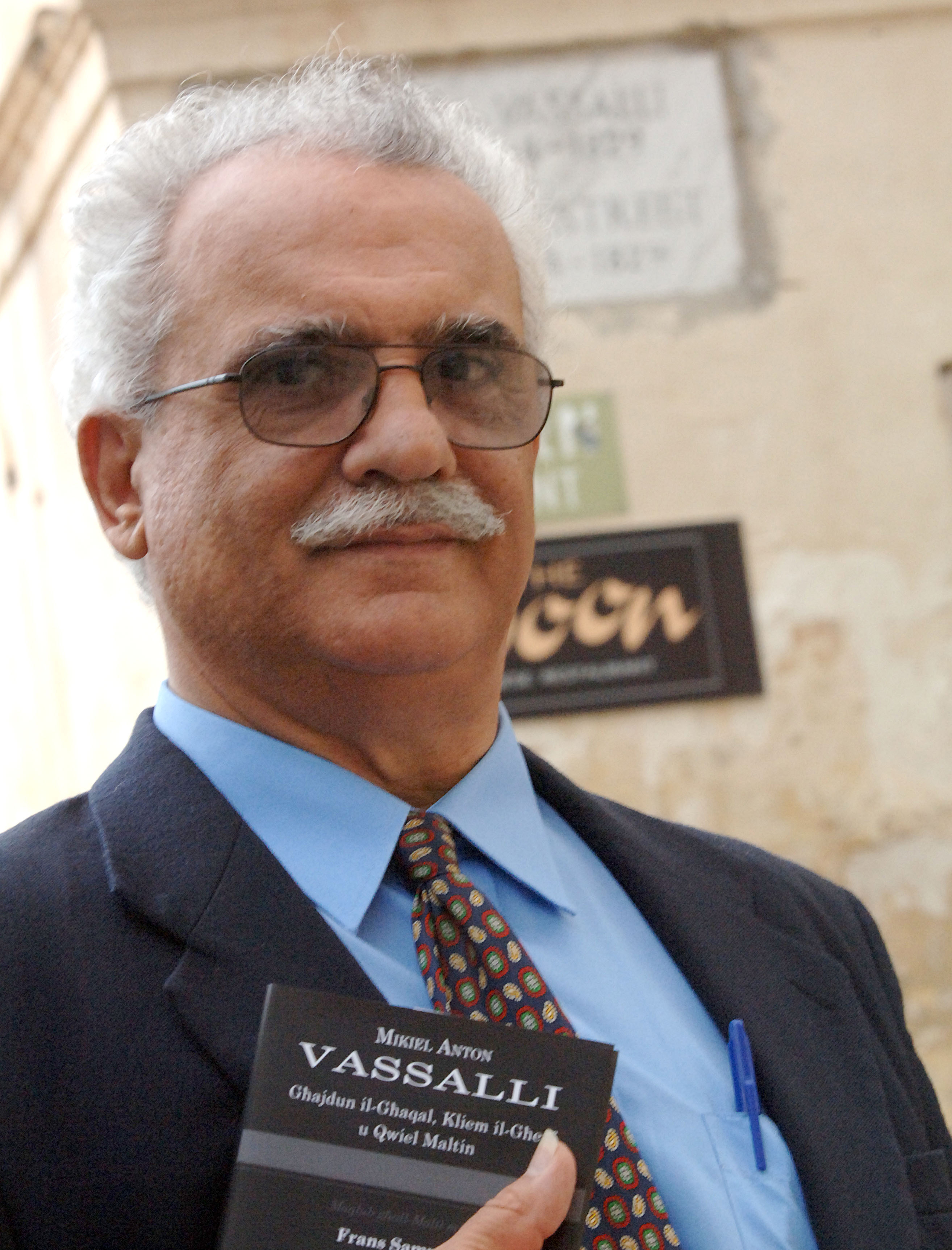
Frans Sammut - Mikiel Anton Vassalli, 2006